# Gaio Vettio Rufo
Gaio Vettio Rufo (in latino: Gaius Vettius Rufus; 7 a.C. circa – dopo il 36) è stato un magistrato e senatore romano, console dell'Impero romano.

## Biografia
Appartenente all'italica gens Vettia, di Rufo quasi nulla è noto.
L'unica menzione a noi nota, però, lo attesta al vertice dello stato romano: grazie a nuove riletture di attestazioni epigrafiche prima fraintese, Rufo è infatti ora saldamente testimoniato come console suffetto per il secondo semestre del 36 al fianco di Marco Porcio Catone, sostituendo a luglio i consoli ordinari Sesto Papinio Allenio e Quinto Plauzio. Durante il consolato di Rufo, i Fasti Ostienses testimoniano per il 1º novembre l'incendio di parte del Circo Massimo e dell'Aventino, per la cui ricostruzione Tiberio diede cento milioni di sesterzi: l'incendio è attestato anche da Tacito, che testimonia anche la formazione, per stimare i danni del disastro, di un comitato di cinque persone, tra cui tutti i consolari progeneri del princeps Gneo Domizio Enobarbo, Lucio Cassio Longino, Marco Vinicio e Gaio Rubellio Blando, nonché il consolare Publio Petronio, inserito per nomina degli stessi consoli Rufo e Catone.
Dopo il suo consolato, Rufo scompare dalla storia.